# Megacelaenopsidae
Famille
Les Megacelaenopsidae  Funk, 1975 sont une famille d'acariens Mesostigmata Antennophorina. Elle est composée de deux genres monotypiques.

## Classification
- Megacelaenopsis Funk, 1975 1e
- Pelorocelaenopsis Funk, 1975 1e